# Château de Charentonneau
Le château de Charentonneau, également connu sous le nom de château Gaillard, était une demeure seigneuriale établi à Charentonneau, sur la commune de Maisons-Alfort, dans le département du Val-de-Marne.
Le château, construit au cours des XVIIe et XVIIIe siècles, a été démantelé dans les années 1950, lors de la construction d'un lotissement. Seuls deux murs à arcs en plein-cintre de l'orangerie du château subsistent. Ces vestiges ont bénéficié d'une inscription sur l'inventaire supplémentaire des monuments historiques en 1929,,.

## Contexte géographique et toponymique

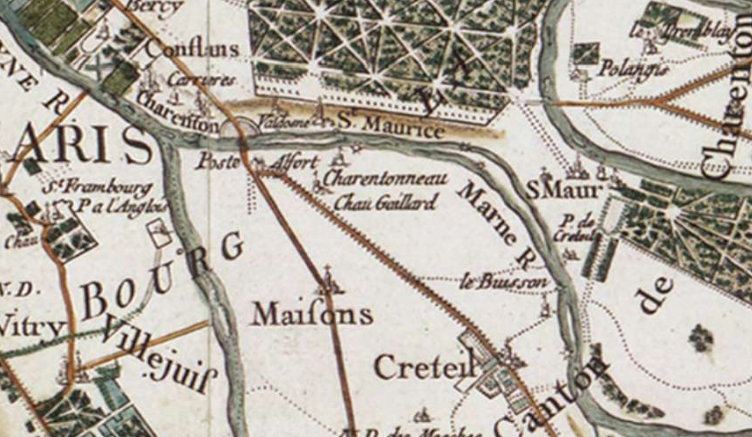
Charentonneau/Château-Gaillard, sur un extrait de la carte de Cassini.

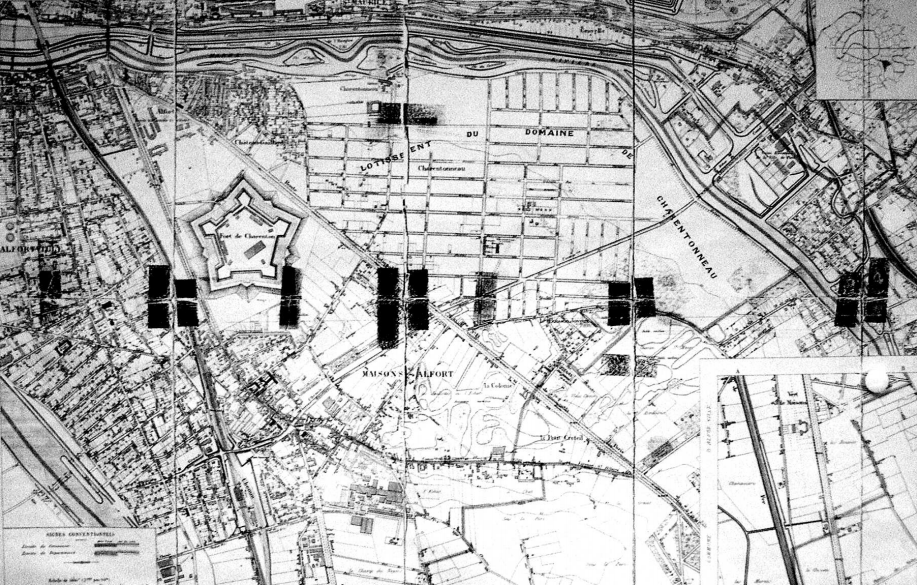
Le domaine de Charentonneau sur un plan cadastral de la ville de Maisons-Alfort à la fin du XIXe siècle.

Le château de Charentonneau est établi dans la partie nord de Maisons-Alfort, une commune faisant partie de l'arrondissement de Créteil, dans le département du Val-de-Marne, en région Île-de-France,,,.
Le domaine du château est borné par l'avenue Foch, au nord, par la rue du 8 mai 1945, à l'ouest, par la rue de Lorraine, au sud, et par la rue Gabriel-Péri, à l'est,,.
Au nord-est du domaine, bordée par les rives la Marne, se trouve l'Île de Charentonneau,. Cette île fluviale faisait partie du domaine de Charentonneau durant le XIXe siècle.
Au début du XXe siècle, le quartier de Charentonneau était délimité par le village d'Alfort, à l'ouest, par le village de Maisons, au sud, et par le quartier du Buisson, au sud-est,.
Charentonneau est mentionné pour la première fois entre 1170 et 1180 sous la forme latinisée Carentoniolo, dans une charte émis par Thibault, abbé de Saint-Maur,,.
Le toponyme Charentonneau fait probablement référence à la commune de Charenton-le-Pont, dont il serait le diminutif,. En 1240 puis en 1246, dans un acte, Charentonneau est mentionné sous la forme Charentonellum, ou Charentonnellum,. Moins fréquemment, le toponyme de Charentonneau est décliné sous la forme de Charentonnet ou Charentonnel.
Vers la fin du XIVe siècle, le pont de Charenton, proche du domaine, est parfois appelé pont de Charentonneau.

## Histoire

### Moyen Âge
La fondation du fief de Charentonneau est probablement aussi ancienne que le village de Maisons,.
En 1281, le domaine de Charentonneau, qui comporte alors un logis et un moulin, est à nouveau mentionné,. À cette époque, Charentonneau appartient à l'abbé de Saint-Maur, et les hommes du domaine voisin de Maisons en sont les « sujets banniers »,.
En 1283, après un échange de biens immobiliers, le bouteiller de France de l'époque, fils du roi de Jérusalem, acquiert 2 arpents de terres. Cet officier chargé de l'approvisionnement en vin de la cour royale, fait cession du terrain qu'il possède sur le domaine de Charentonneau douze ans plus tard, en 1295, au profit de l'abbaye des Vaux-de-Cernay. Une charte datée de 1292 — précisément : datée deuxième dimanche suivant la Saint-André (30 novembre) —, met en évidence que « sur les prières des habitants sujets et censitaires de Maisons-sur-Seine, les abbés leur accordèrent une exemption d'aller moudre leurs grains au moulin banal de Charentonneau, sous la réserve de les y rappeler si besoin était ».

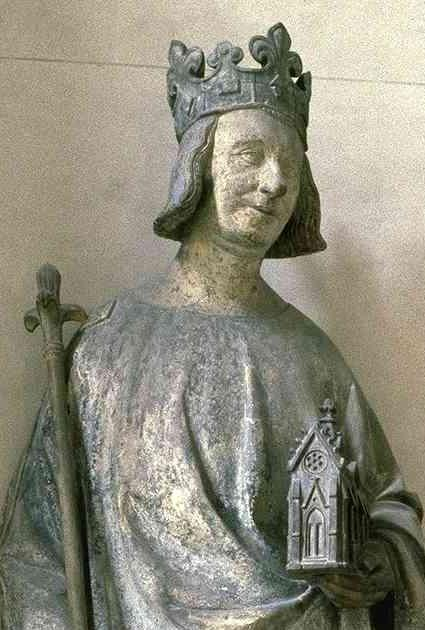
Charles, souverain propriétaire d'une maison et de ses dépendances à Charentonneau en 1377.

Le 14 octobre 1377, Charles V se rend acquéreur d'une maison et de ses bâtiments annexes situés à « Charentonnel », à proximité du pont de Charenton, pour une somme 3 200 livres. Le bâtiment appartenait jusqu'alors au grand argentier Nicolas Braque,. Le monarque fait ensuite don de la demeure et ses dépendances au chancelier Philippe de Mézières. Cette opération et son cadre comptable et juridique est établie par une charte est établie à Beauté-sur-Marne,. Toutefois Amédé Chenal souligne que cette demeure acquise par Charles V à la fin du XIVe siècle ne correspond pas au château, mais qu'il s'agit plus probablement « maison de plaisance » se trouvant proche de la Marne.
Un homme dénommé Charles Floret est mentionné comme propriétaire du domaine en 1413. En 1440, le domaine est la propriété des Lormoy. Le 5 juillet 1444, les terres de Charentonneau, qui possèdent alors un statut de fief, sont vendus par les Lormoy au bénéfice de Nicolas Duru, huissier du parlement. À cette époque, le domaine comporte un manoir. Le document contractuel spécifie « que la consistance de ce fief était dans une place, jadis en manoir, granges, vergers, jardins, près le pont de Charenton, sur le chemin tendant à Créteil, duquel manoir, la porte d'icelui, en allant devant Créteil, était dans la censive de l'abbé de Saint-Maur, ainsi que plusieurs terres et prés contenant 26 arpents 62 perches et demie ». Le reste des droits de cens sur le domaine sont partagés entre l'abbaye des Vaux-de-Cernay, l'archevêché et l'abbaye de Saint-Maur.
Dans les années 1450, Louis d'Esves et son épouse, propriétaires du fief des Loges (établi à La Haute-Maison), revendiquent le moulin et le fief de Charentonneau, en vertu de droits féodaux dont ils ne sont pas réellement détenteurs. Ils en font exécuter la saisie, mais l'abbaye de Saint-Maur s'y oppose. Le monastère obtient finalement gain de cause et le couple d'Esves cèdent leur prétention tout en reconnaissant que le moulin et le fief de Charentonneau sont dans la « censive et justice des abbés ».

### Époque moderne
En 1523, la seigneurie de Charentonneau, qui comporte alors une chapelle consacrée à Saint Jean, appartient à Olivier Alligret, fils ou petit-fils de Hugues Alligret, greffier criminel de la cour de parlement à Paris, seigneur de la Croix, en partie. Une sentence, prononcée par la Haute justice de Charentonneau en date du 24 juillet 1555, autorise au seigneur du domaine « de faire redresser les fourches patibulaires à deux piliers ».
Cet Olivier Alligret, fils ou petit-fils de Hugues, épousa Claire Legendre d'où :
Louis ou François Alligret marié à Louise Charlet, remariée à Nicolas de Verdun, puis en 3e noces au seigneur des Jumeaux, était fille de Geoffroy Charlet et de Louise de Cussy d'où :
Louise ou Marie Alligret, dame de Charentonneau qui épousa Jean de Florette seigneur de Bussy, Villiers-Adam, gentilhomme ordinaire de la Chambre du Roi, Contrôleur-Général ordinaire des Guerres d'où :
Renée (de) Florette, morte le 16 mars 1657, qui épousa vers 1609  Hiérome ou Jérome de Montholon, mort le 30 décembre 1646, chevalier, seigneur de Perrousseaux, Villemotte et Le Gardel, maître-d'hôtel ordinaire de la Reine-Mère Marie de Médicis, secrétaire ordinaire de la Chambre du Roi (02/01/1617), écuyer de la Grande Écurie de Sa Majesté (20/03/1622), fils de Jérôme de Montholon, et de Madeleine de Bragelongne

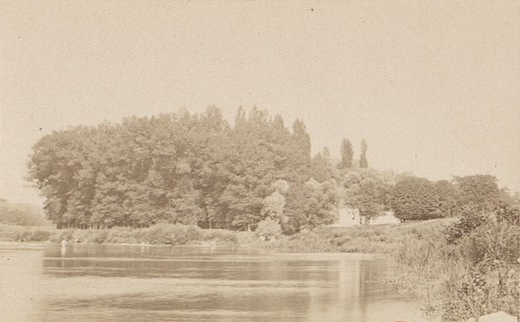
Vue de l'île de Charentonneau.

Au début des années 1610, les terres et bâtiments du domaine sont partagées entre au moins deux propriétaires : Richard de Pétrémol et Jérôme du Four. En 1639, l'abbaye des Vaux-de-Cerny, qui possédait en partie le domaine, cède ces biens à Louis de Falcony. Le lot comprend notamment un manoir, 70 arpents de terres labourables, cinq arpents d'île et 3,5 arpents de prés. Falcony est, outre les biens de Charentonneau, propriétaire du domaine d'Alfort ainsi que d'une ferme sise à Maisons Ville.
Vers le milieu des années 1640, le peintre flamand Albert Flamen exécute une estampe représentant le château et le domaine de Charentonneau,.
Dans les années 1660, Jérôme du Four Alligret, un ancien conseiller du roi, est seigneur en partage du domaine de Charentonneau.

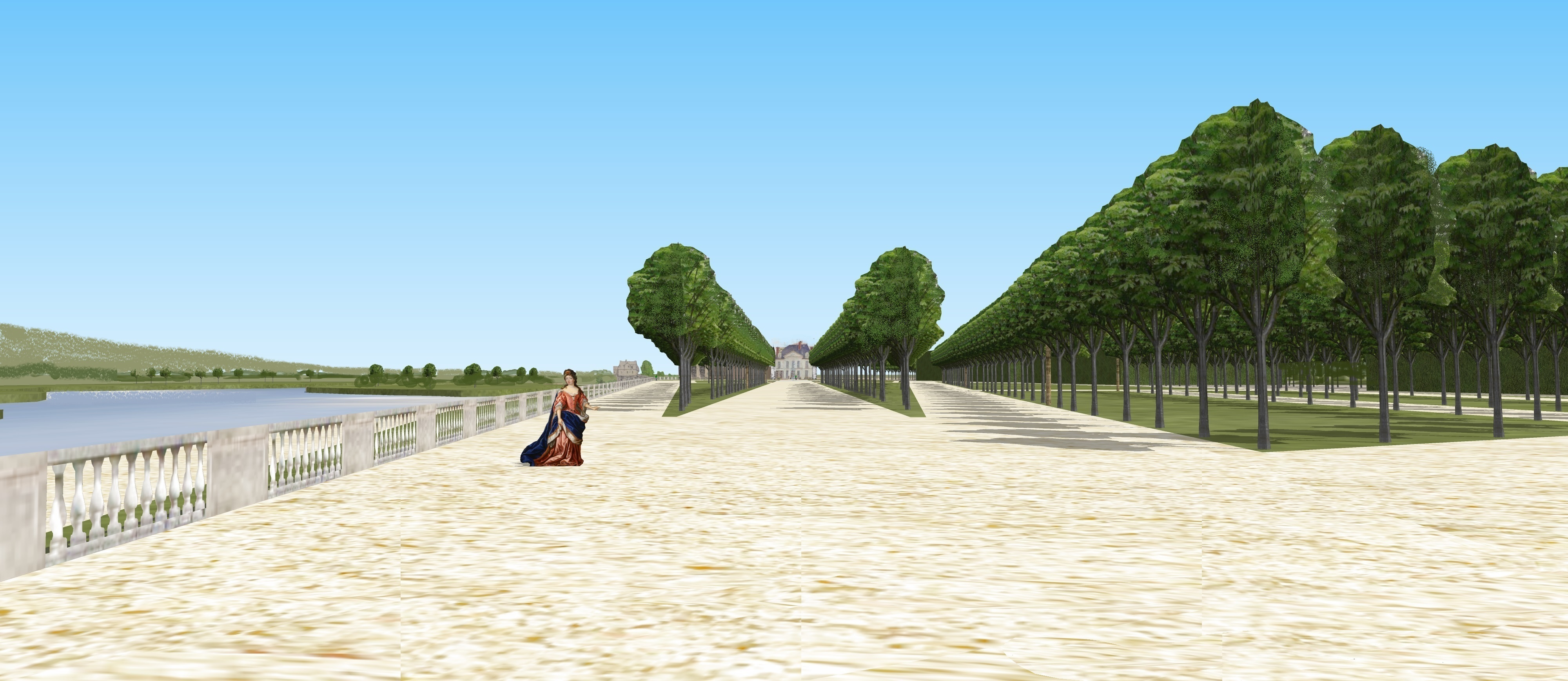
Vue depuis le bout des jardins de Charentonneau, début du XVIIIe siècle.

En 1671, René Gaillard, dont la famille était déjà propriétaire, ou demeurant dans le château établi au voisinage de Charentonneau, achète à Falcony les bâtiments et terrains de Charemtonneau,. Après cette acquisition, Gaillard change de patronyme pour se faire appeler Gaillard-Charentonneau. Les Gaillard conservent la propriété du château de Charentonneau jusqu'aux événements de la révolution, y compris au milieu des années 1744, où un document fait état d'une succession par droits de père à fils.
Au cours du XVIIIe siècle, la seigneurie de Charentonneau se trouve être le siège d'une prévôté. Plusieurs procès-verbaux, issus du registre des greffes du tribunal, font état d'événements qui se sont déroulés au sein de la seigneurie entre 1724 et 1790. L'un d'eux, daté de 1726, fait mention de « dégradation du jardin et clos de Château-Gaillard ».
Le château est décrit par l'historien Jean-Aymar Piganiol de La Force dans la première moitié du XVIIIe siècle,.

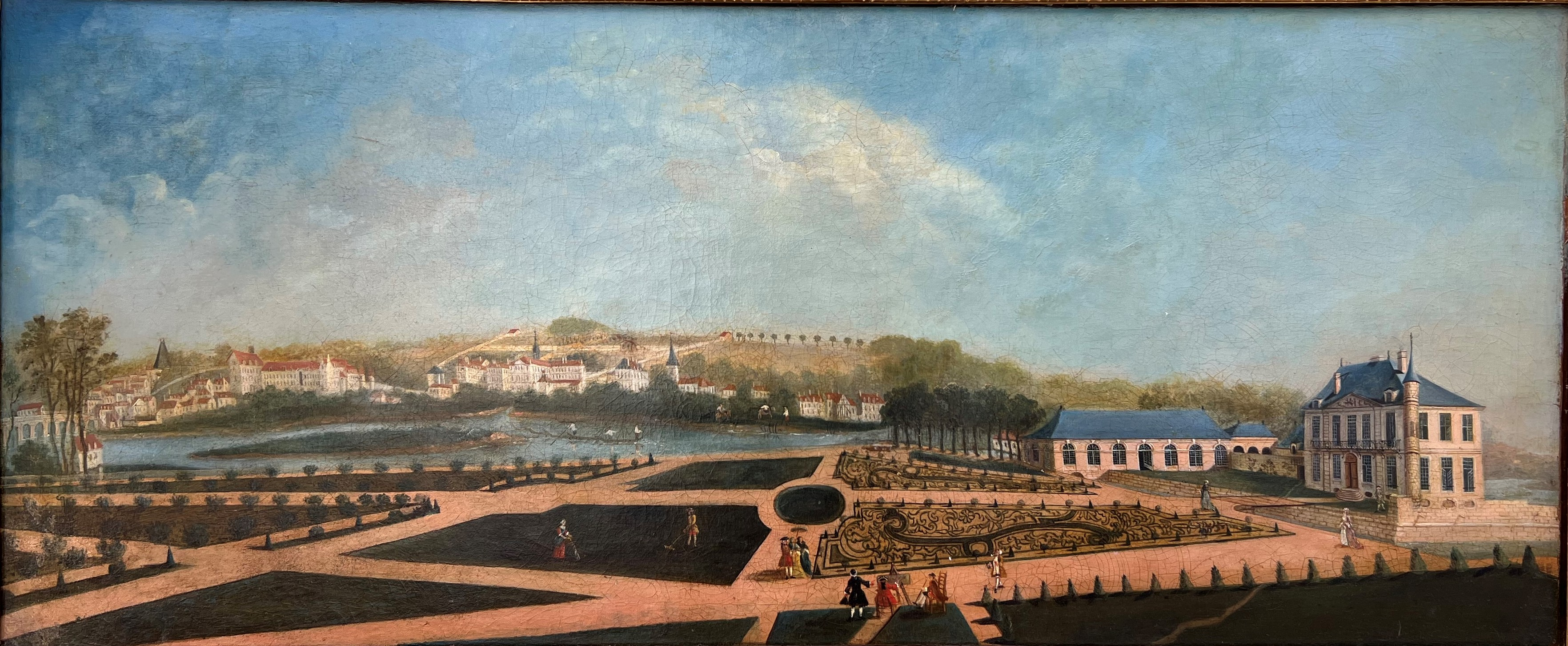
Château de Charentonneau, première moitié du XVIIIe siècle

### Époque contemporaine
En mai 1789, lors des États-Généraux, la seigneurie de Charentonneau, siège d'une haute justice, est encore la propriété des Gaillard. Durant l'assemblée extraordinaire, le château est déclaré « en mauvais état ». En sus du château, un jardin, des bosquets, des îles, le tout s'étendant sur une surface totale de 22 arpents de terrains, sont évalués à un loyer de 300 livres. Le dénombrement de la propriété fait également état d'un moulin neuf et d'annexes, dont le loyer s'élève à 1 970 livres et la valeur est de 2 400 livres ; et une ferme, d'une valeur de 516 livres.
Durant la Révolution française, en 1793, le château, qui appartenait jusqu'alors à l'un des membres de la famille Gaillard, ancien conseiller à la cour des Aydes, est confisqué puis fait l'objet d'une vente au titre de bien d'émigré,,. À la fin du XVIIIe siècle, les bâtiments du château font l'objet d'un important remaniement.

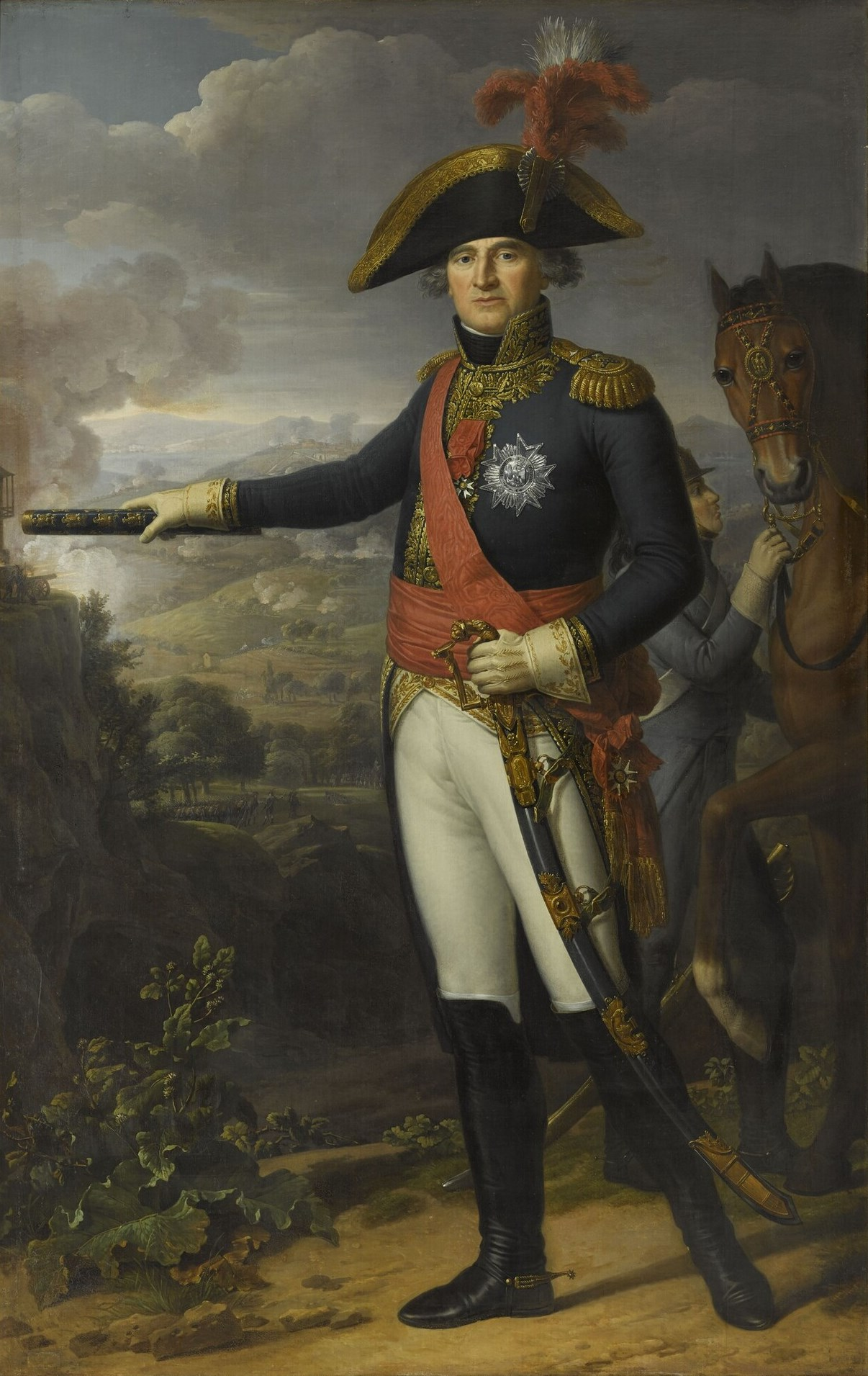
Jean Mathieu Philibert Sérurier propriétaire du château sous le 1er Empire.

Sous le 1er Empire, le domaine de Charentonneau devient la propriété de l'officier général et maréchal de France, Jean Mathieu Philibert Sérurier. Le domaine, qui comprend alors le château, son parc, son orangerie sur les bords de Marne ainsi que des jardins, des fermes et des moulins sur l'île voisine, passe ensuite aux mains du baron et sénateur Rodier-Salièges, en date du 31 janvier 1808. En 1833, le château et ses attenances, qui recouvrent une surface totale de 250 ha, sont la propriété des Pastré et de la famille Jouët-Pastré. En l'an XIV — équivalent des 1805-1806 sur le calendrier Grégorien —, Charentonneau appartient au général Bertier. Un document faisant état du relevé d'impôt du domaine à cette époque détaille les revenus et contributions échéant aux différents biens : le château, pour 600 francs ; le parc et les jardins, pour 245,25 frans ; les quinconces, pour 20 francs ; les îles du moulin, pour 70 francs ; et les remises, pour 85 francs. Le tout s'élève à une somme de 1 020,25 francs.
En 1864, un ou plusieurs habitants de Maisons font une pétition auprès de Napoléon III. Ce document fait état « de nombreux jardiniers chassés de Paris par les constructions et l'octroi viennent chaque jour s'établir à Maisons-Alfort et [qu']une société financière a déjà acquis près de 200 hectares de terres arables destinées à être occupées par des jardins maraîchers, par des usines et par des magasins servant d'entrepôts. [Mais] les bourgeois de Maisons-Alfort n'aiment pas l'industrie et lui font des oppositions acharnées et stupides ». Cependant ce projet n'a probablement pas été mené à terme. À cette époque, les Pastré possèdent toujours le nord de Charentonneau, tandis que la partie sud est devenu la propriété de la famille Delalain, leurs « alliés ». En 1878, les Delalain transforment en lotissement une parcelle de leurs terres, située à l'ouest, à proximité de la route nationale Paris-Bâle (actuelle RN 19) et du village de Maisons. Peu de documents donnent des indications précises sur ce premier aménagement d'habitations sur le domaine de Charentonneau. Toutefois, une voirie y est construite. Elle comprend quatre rues — les promoteurs du lotissement ayant donné leurs noms à chacune des voies — qui convergent vers une place circulaire.

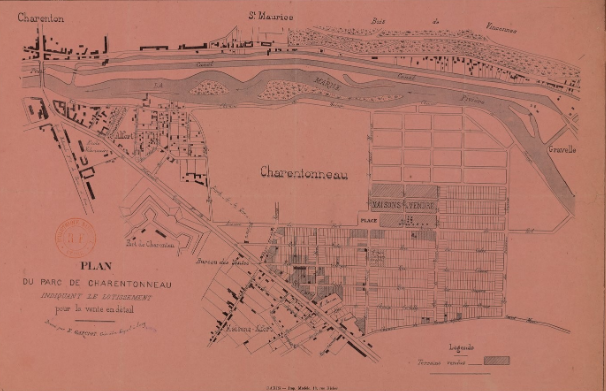
Plan du parc de Chartentonneau, en 1899.

À partir de 1886, le domaine de Charentonneau est à nouveau découpé en parcelles. Onze ans plus tard, en 1897, les familles Delalain et Jouët-Pastré prennent la décision de vendre l'ensemble des terrains du domaine, et, à cet effet, fondent la « Société civile du domaine de Charentonneau ». Cette structure résulte vraisemblablement de la société civile ayant à charge la gestion du domaine sud et celle ayant à charge le gestion du parc .

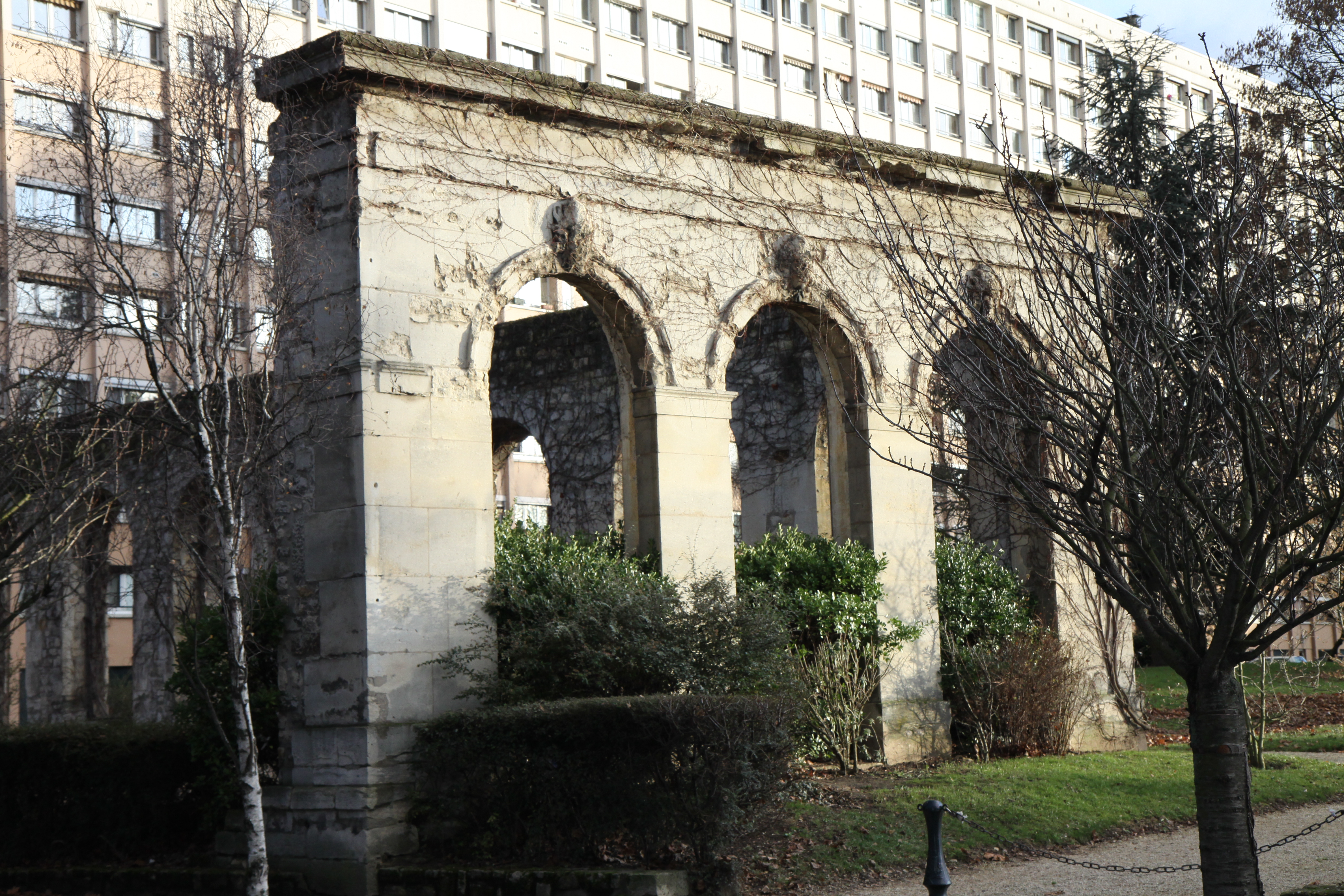
Arcades de l'orangerie devant une barre d'immeuble.

Par arrêté ministériel daté du 4 octobre 1929, les vestiges de l'orangerie sont inscrits sur l'inventaire supplémentaire des monuments historiques.
La destruction du château devient effective à la fin des années 1950,. Quatre barres d'immeuble, comprenant un total de 704 logements, ont été construites dans le parc de « château Gaillard ». Les terrains sur lesquels a été bâti le lotissement, appelé « Résidence du Château Gaillard », résultent du morcellement des parcelles anciennement détenues par des propriétaires fonciers. Sur l'une de ces parcelles est construite la chapelle Saint-Gabriel. L'autre partie du domaine recouvre actuellement le quartier Charentonneau. Seules deux arcades de l'orangerie du château sont restées intactes. Le domaine de Château Gaillard - comprenant bâtiments, allées et parc - est, depuis 1956, une propriété privée détenue par ses copropriétaires.
Pendant l'hiver 1958-1959, les lieux de l'ancien domaine de Charentonneau servent de décors pour quelques scènes du tournage du film Archimède le clochard, avec Jean Gabin dans le rôle principal,. Le château et l'orangerie, alors encore intacts, apparaissent à deux reprises dans ce film, entourés par les barres d'immeuble en construction.

## Architecture et description

### Vue d'ensemble
Le château, « l'un des plus pittoresques ensembles des bords de Marne », est édifié au cours du XVIIIe siècle.
À la fin du XIXe siècle, l'entrée dans l'enceinte du château se faisait par une avenue. Les bâtiments de la ferme, d'apparence plus ancienne que les autres structures, qui se trouvaient en arrière d'une place plantée d'arbre, étaient alors les premiers édifices visibles. L'accès à la cour d'honneur se fait par un pont clôturé d'une grille. La cour est bordée, à l'est, de « constructions moins importantes » que le corps de logis et les bâtiments de la ferme. L'une de ces structures est accessible après franchissement du fossé, tandis que les autres se présentent de plain-pied.

### Corps de logis

#### Aperçu général
Le corps de logis du XVIIIe siècle, a été bâti en lieu et place d'un bâtiment plus ancien, un manoir, construit durant l'époque féodale.
Pour A. Chenal, le corps de logis « n'a rien de bien remarquable ». La façade de l'édifice présente un style architectural « plutôt simple ».
Le gros-œuvre du corps de logis est constitué de pierres et de pierres de taille, de briques, de moellons chaînés et non chaînés. Le bâtiment présente un plan au sol régulier et de forme carrée. Il est aménagé d'un avant-corps et dispose d'un balcon conçu en pierre et soutenu par deux colonnes.
Le corps de logis comporte un premier étage recouvert par des combles. Les niveaux sont structurés par des élévations ordonnancées associées à des élévations à travées.
Une tourelle, de petit diamètre, vient flanquer l'arrière de l'édifice. Une poivrière ferme la partie sommitale de la petite tour.

#### Galerie
Le château comporte une galerie. Son plafond est orné de décorations peintes. La galerie comporte deux statues : l'une représentant Apollon et la seconde Flore. Ces deux sculptures, mesurant 8 pieds de haut, s'élèvent aux côtés d'une glace. La galerie du château est également aménagée de plusieurs niches encadrées par des pilastres. Chaque niche reçoit une statue peinte, mesurant également 8 pieds de hauteur, et représentant un personnage mythologique.

#### Toiture
Le toit du corps principal présente un style proche du style Louis XIII.
La couverture du bâtiment consiste en un toit à longs pans, munis de croupes noue ; toit en pavillon ; pignon couvert. Les pans de la toiture sont reliés les uns aux autres par des noues. Les versants sont reçus par des murs pignons. La couverture est composée d'ardoise, de tuiles plates et de tuiles à emboîtement.

### Orangerie

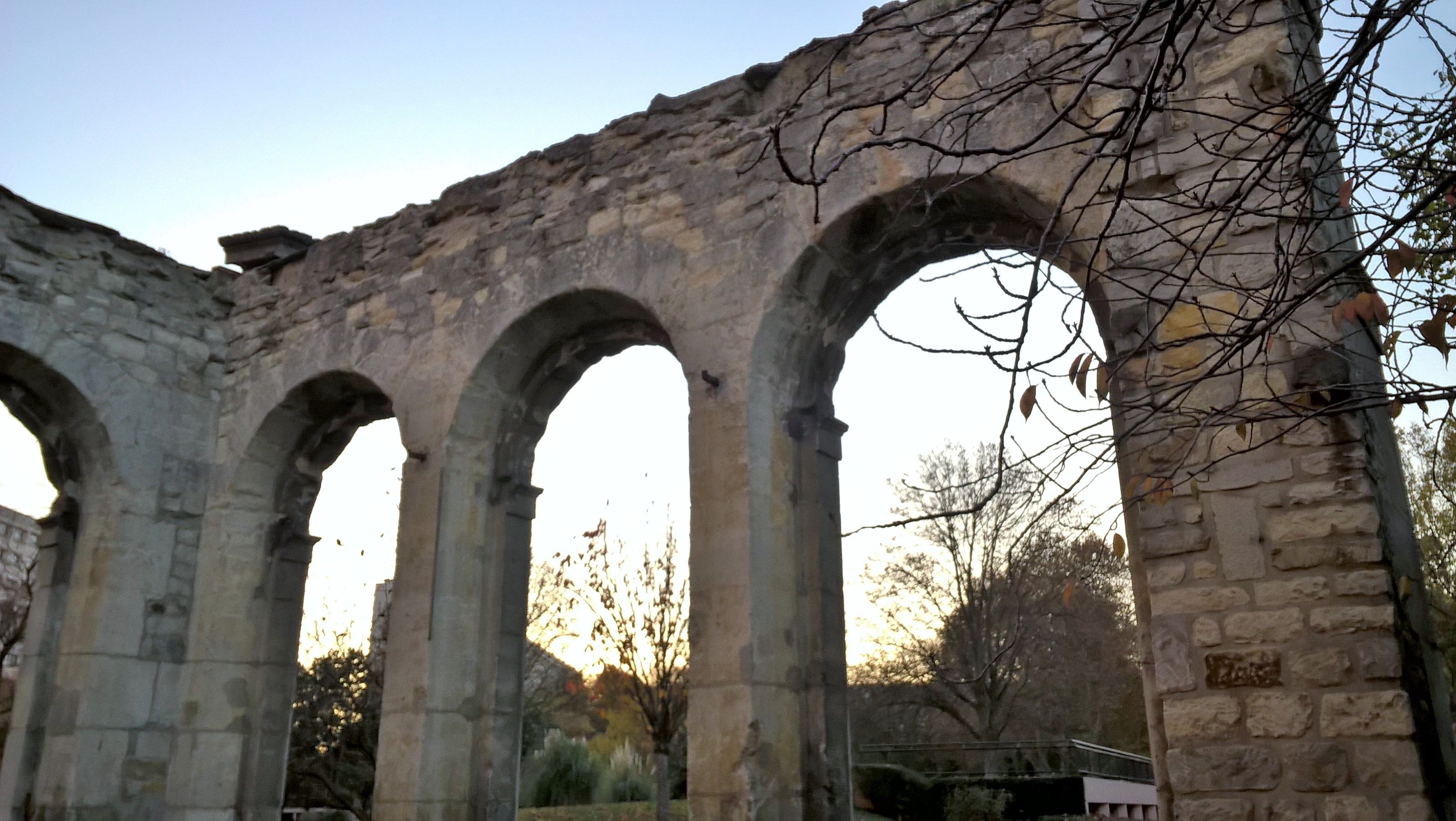
Vestiges de l'orangerie.

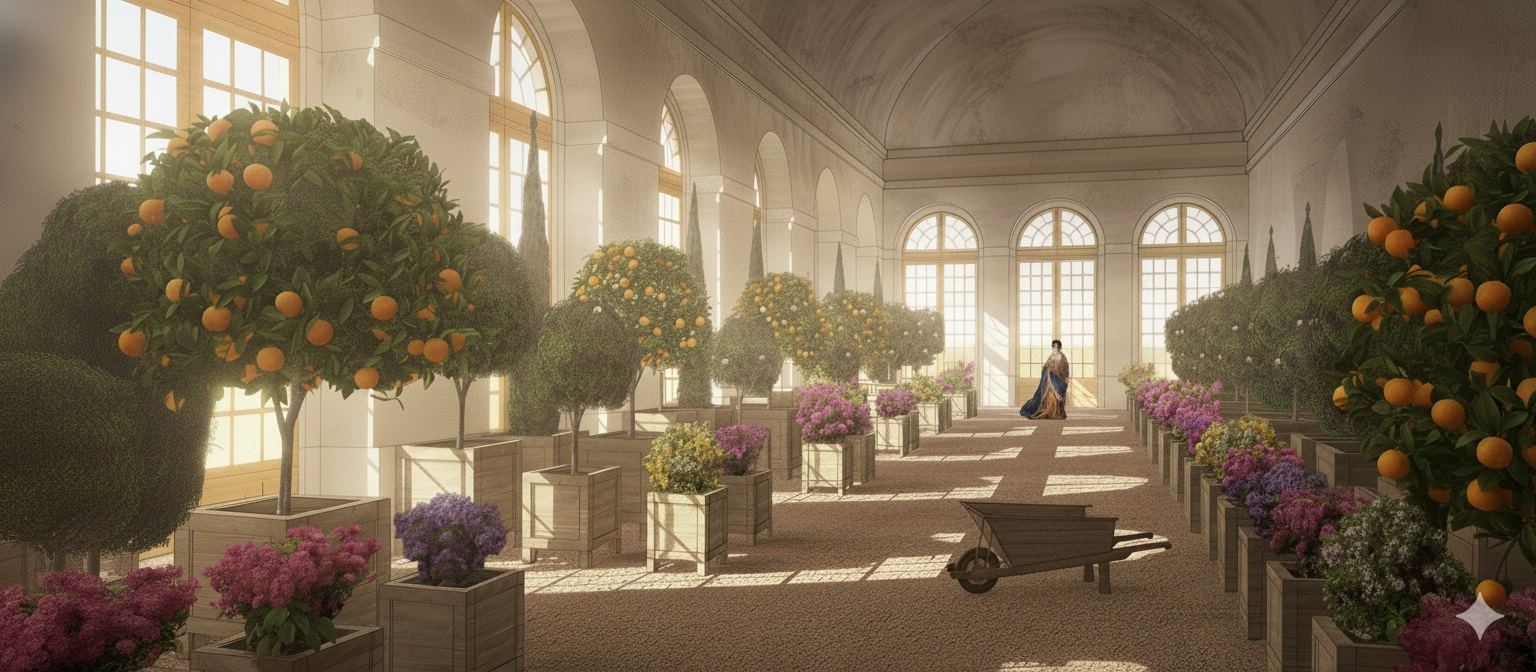
Intérieur de l'orangerie de Charentonneau vers 1730

Les murs de l'orangerie ont été percés de fenêtres. Les baies vitrées s'inséraient dans une série d'arcs en plein-cintre,.
Les clés de voûte de ces arcades sont chacune ornementées d'un mascaron,. Chacun de ces ornements représente la figure d'un personnage mythologique.

### Moulin

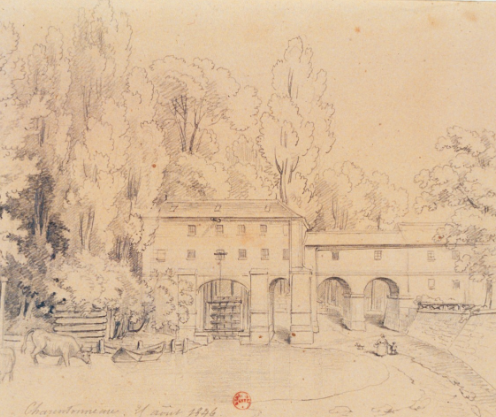
Moulin à aubes, domaine de Charentonneau. Estampe de Charles Nicolas Ransonnette, 1864.

Le moulin du château est bâti sous le règne de Louis XV. L'édifice s'élève sur deux étages. Son mécanisme est produit par une roue à aubes. Ce moulin à eau, qui a inspiré de nombreux artistes, a fait l'objet d'un incendie en 1883,. Le bâtiment est aménagé d'une galerie, seul vestige du bâtiment. Celle-ci a été mentionnée en 1456 et a possiblement été reconstruite ultérieurement,.
Ce corps de bâtiment, qui jouxtait le reste du château, est soutenu par 6 piles formant trois arcades. Certains des piliers qui recevaient les charges de la galerie partiellement détruite sont ajourés et, à la fin du XIXe siècle, selon A. Chenal, « attendent une reconstruction problématique ». Une voie, qui menait vers le village d'Alfort, passait sous la galerie du moulin,. La galerie surplombait également le quai. L'ensemble du moulin se déployait entre la berge et l'île de Charentonneau.
Des magasins, aux murs épais, viennent flanquer la galerie de l'autre côté du chemin vers Alfort,. Ces magasins étaient destinés à entreposer le grain.
Le projet de reconstruction du « moulin brûlé » n'a pas été mené à bien et, en raison de l'aménagement du quai, devenu plus large pour permettre la circulation viaire, le bâtiment a été entièrement démantelé. Les deux piliers qui enjambent la Marne et supportaient une partie des charges de l'ancien moulin, sont les seuls vestiges du bâtiment.

### Autres bâtiments et structures
L'enceinte du château est entourée de fossés. L'ancienne demeure seigneuriale comporte une ferme, de plusieurs dépendances et d'un pigeonnier,,. L'un de ces édifices présente un plan au sol circulaire et est surmonté d'un clocheton. Les bâtiments sont séparés par une cour, le tout s'inscrivant au sein d'un parc.